# دول غريت
دول غريت هي لوحة زيتية رسمها بيتر بروخل الأكبر في عام 1563، اللوحة حالياً ضمن مقتنيات متحف ماير فان دن بيرغ في مدينة أنتويرب، بلجيكا.